# Condoleezza Rice
Condoleezza Rice (Birmingham (Alabama), 14 november 1954) is een Amerikaans hoogleraar, diplomaat, nationale veiligheidsdeskundige en auteur. Ze was minister van Buitenlandse Zaken van de Verenigde Staten van Amerika in de regering van president George W. Bush. Zij was na Madeleine Albright de tweede vrouw en na Colin Powell de tweede Afro-Amerikaanse die deze positie bekleedde.
Rice was de nationaal veiligheidsadviseur van George W. Bush gedurende zijn eerste termijn als president van de Verenigde Staten. Daarvoor was ze hoogleraar in de politieke wetenschappen en van 1993 tot 1999 rector magnificus van de Stanford-universiteit.
In augustus 2004 en opnieuw in augustus 2005 bestempelde Forbes Magazine Rice als de meest invloedrijke vrouw ter wereld. In 2006 werd ze tweede, na Angela Merkel.

## Levensloop

### Studie en stage
Toen Rice negentien jaar oud was, in 1974, studeerde ze af voor haar B.A. in politieke wetenschappen, cum laude en Phi Beta Kappa, aan de Universiteit van Denver. Bij de aanvang van haar bachelorstudie wilde ze nog pianiste worden. Zij veranderde van plan na het volgen van een cursus over internationale politiek, gegeven door Josef Korbel, de vader van Madeleine Albright.
In 1975 behaalde Rice haar masters aan de Universiteit van Notre Dame. In 1977, tijdens het presidentschap van Jimmy Carter, was Rice een 'intern' (stagiaire) op het Amerikaanse ministerie van buitenlandse zaken. In 1981 behaalde zij een Ph.D. van de Graduate School of International Studies aan de Universiteit van Denver.

### Academische loopbaan
Vanaf 1981 was Rice fulltime universitair docent in de politieke wetenschappen aan de vermaarde Stanford-universiteit, waar zij twee prijzen won voor uitmuntendheid in het lesgeven. Als wetenschapper concentreerde Rice zich op het gebied van de voormalige Sovjet-Unie. Zij spreekt Engels, Russisch, Frans en Spaans. In 1993 werd zij als eerste vrouw en als eerste Afro-Amerikaan benoemd tot rector magnificus van de Stanford-universiteit. Tijdens haar functies in de regeringen van beide presidenten Bush en ook tijdens de eerste verkiezingscampagne van George W. Bush had zij verlof van haar vaste positie aan Stanford.

### Regeringsposities
Van 1989 tot maart 1991, gedurende de periode van de val van de Berlijnse Muur en de laatste dagen van de Sovjet-Unie, was Rice directeur en later hoofddirecteur van Sovjet- en Oost-Europese zaken in de Nationale Veiligheidsraad en een speciale assistent van president George H.W. Bush voor nationale veiligheidszaken. In deze posities hielp Rice de strategie van Bush en de minister van buitenlandse zaken James Baker vorm te geven, waarin zij de Duitse hereniging steunden. George H.W. Bush was zo onder de indruk van haar, dat hij haar introduceerde bij de Sovjetleider Michail Gorbatsjov als degene "die mij alles vertelde wat ik weet over de Sovjet-Unie."
Van 2001 tot 2004, tijdens de eerste termijn van president George W. Bush, was Rice nationaal veiligheidsadviseur van de Verenigde Staten van Amerika. Zij was de eerste vrouw op deze functie, waarin zij zich liet gelden als centrale raadgever van de president in zowel defensie als buitenlands beleid. Zij zou aan de wieg hebben gestaan van het concept van de preventieve oorlog, een onderliggende gedachte bij de Golfoorlog van 2003.

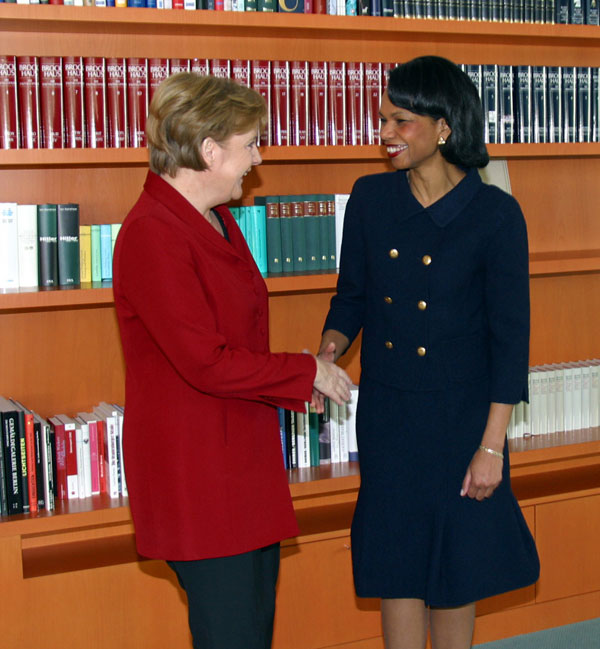
Minister Rice met de Duitse bondskanselier Angela Merkel

Rices kandidaatschap voor minister van buitenlandse zaken werd op 16 november 2004 bekendgemaakt door president George W. Bush en is op 26 januari 2005 goedgekeurd door de Amerikaanse Senaat. Vóór haar stemden 85 senatoren en tegen 13. Nog dezelfde dag werd ze aangesteld als 66e minister van buitenlandse zaken. Bij aanvang van haar nieuwe taak maakte zij een reis naar Europa en het Midden-Oosten en in maart 2005 bracht zij een kort bezoek aan Afghanistan.

## Persoonlijke informatie
- Rice is een zeer bedreven pianiste. In april 2002 maakte zij in de Constitution Hall gebruik van haar muziektalenten bij het begeleiden van de cellist Yo-Yo Ma in de Vioolsonata in d klein van Johannes Brahms.
- Rice behoort tot de presbyteriaanse kerk.
- Condoleezza Rice is ongehuwd.